# Корну-де-Жос (Корну, Прахова)
Корну-де-Жос (рум. Cornu de Jos) — село у повіті Прахова в Румунії. Адміністративний центр комуни Корну.
Село розташоване на відстані 85 км на північ від Бухареста, 35 км на північний захід від Плоєшті, 56 км на південь від Брашова.

## Населення
За даними перепису населення 2002 року у селі проживали 3385 осіб, з них 3383 особи (99,9%) румунів. Рідною мовою 3384 особи (> 99,9%) назвали румунську.